# جين هال (ممثلة)
جين هال (بالإنجليزية: Jane Hall)‏ هي كاتبة سيناريو وممثلة أسترالية، ولدت في 20 يناير 1971 في ملبورن في أستراليا.

## وصلات خارجية
- جين هال (ممثلة) على موقع IMDb (الإنجليزية)
- جين هال (ممثلة) على موقع ميوزك برينز (الإنجليزية)
- جين هال (ممثلة) على موقع قاعدة بيانات الفيلم (الإنجليزية)